# Мартин Олчак
Мартин Олчак (на шведски: Martin Olczak) е шведски журналист, сценарист и писател, автор на произведения в жанровете детска литература и криминален роман.

## Биография и творчество
Мартин Олчак е роден на 31 октомври 1973 г. в Стокхолм, Швеция.
Пише статии във вестник „Свенска Дагбладет“ и поезия в „Литературно ревю“.
Първият му роман „Naken om baken“ е публикуван през 2000 г. Книгите му за деца имат голям успех в Швеция. Те са илюстрирани от съпругата му Анна Сандлър. Пише много истории и сценарии за детски телевизионни сериали и игрални филми.
През 2013 г. е публикуван първият му роман за възрастни, трилърът „Убийства в Шведската академия“. В нощта на 14 май 2012 г. Секретарят на Шведската академия е застрелян с револвер от XIX в., а на следващия ден още 4-ма членове на Академията са убити със същото оръжие. Разследването се поема от инспектор Клаудия Родригес с помощта на експерта по литература, книжаря Лео Дорфман.
Мартин Олчак живее със семейството си в Стокхолм.

## Произведения

### Самостоятелни романи
- Naken om baken (2000)
- Vända på ända (2001)
- Elsa och godnattsagorna (2002)

### Серия „Мегачовек“ (Megakillen)
1. Megajätkä – Suuri salaisuus (2007)
2. Megakillen i dubbeltrubbel (2007)
3. Megakillen i grevens tid (2008)
4. Megakillen: Grymma Grabben slår till (2009)
5. Megakillen – en stjärna på teatern (2009)
6. Megakillen och havets skräck (2010)
7. Megakillen blir superkändis (2010)
8. Megakillen – den gåtfulle deckaren (2012)

### Серия „Преследването на Джак“ (Jakten på Jack)
1. Trolldom i Gamla Stan (2011)
2. Vålnader på vasaskeppet (2011)
3. Varulvar i Storkyrkan (2012)
4. Häxor i tunnelbanan (2012)

### Серия „Заклинанието на Джак“ (Spådomen om Jack)
1. Drakar i Globen (2013)
2. Bergtroll på slottet (2014)
3. Sjöodjur i slussen (2014)
4. Demoner i stadshuset (2015)

### Серия „Проклятието на Джак“ (Jacks förbannelse)
1. Vampyrer på Sergels torg (2016)
2. Jättar vid Kaknästornet (2016)
3. Näcken i Riddarfjärden (2017)
4. Odjur på Gröna Lund (2017)

### Серия „Клаудия Родригес“ (Claudia Rodriguez)
1. Akademimorden (2013)
Убийства в Шведската академия, изд.: ИК „ЕРА“, София (2016), прев. Анелия Петрунова

### Екранизации
- 2002-2003 Allra mest tecknat – ТВ сериал, автор 2 епизода
- 2004 Allrams höjdarpaket – ТВ сериал, автор 24 епизода и сценарий 5 епизода
- 2005 Best of Allram Eest – видеоигра
- 2006 – 2007 Höjdarna – ТВ сериал, автор 52 епизода
- 2011 För alla åldrar – ТВ сериал, автор 12 епизода
- 2016 Upp i det blå